# بوبروویتسه (شهرستان کروسنو اودژانگسکیه)
{{Infobox settlement
|name=بوبروویتسه (شهرستان کروسنو اودژانگسکیه)
|settlement_type=روستا
|total_type=
|image_skyline=
|image_caption=
|image_flag=
|image_shield=POL gmina Bobrowice Lubuskie COA.svg
|image_map=
|subdivision_type=[[فهرست کشورهای مستقل|کشور]]
|subdivision_name= لهستان
|subdivision_type1=استان
|subdivision_name1=لوبوسکی
|subdivision_type2=شهرستان
|subdivision_name2=کروسنو اودژانگسکیه
|subdivision_type3=گمینا
|subdivision_name3=بوبروویتسه
|coordinates=۵۱°۵۷′۱۳″ شمالی ۱۵°۵′۵″ شرقی / ۵۱٫۹۵۳۶۱°شمالی ۱۵٫۰۸۴۷۲°شرقی|pushpin_map=Poland
|pushpin_label_position=right
|elevation_m=۶۵
|population_total=۸۸۴
|website=}}
بوبروویتسه (شهرستان کروسنو اودژانگسکیه) (به لهستانی: Bobrowice}} یک روستا در لهستان است که در گمینا بوبروویتسه واقع شده‌است. بوبروویتسه ۸۸۴ نفر جمعیت دارد و ۶۵ متر بالاتر از سطح دریا واقع شده‌است.